# История Бельц
История города Бельцы — второго по размеру города Молдавии.
Первое документальное упоминание о существовании поселения на месте современных Бельц датируется 1421 годом. Этот год принято считать годом основания города. В то время поселение входило в состав владений Рингалы, жены молдавского господаря Александра Доброго.
В конце XV века оно было полностью сожжено войсками хана Менгли I Герая и до начала XVIII века сведений о разрушенном поселении не имеется.

## XVIII век
В 1711 году во время Прутского похода Петра I поселение вновь было сожжено (по одной версии — татарами, стремившимися уничтожить базу снабжения русских войск, по другой — русскими войсками во время отступления).
В 1766 году молдавский господарь Александр Гика подарил земли по реке Реут Ясскому монастырю святого Спиридона и крупным купцам — братьям Александру, Константину и Иордакию Панаите. В имении Панаите начинает строиться село Бельцы, которое в конце XVIII — начале XIX веков становится небольшим торговым местечком.
В 1779 году по приглашению турецкого паши в Бельцах поселились еврейские купцы. Три года спустя права и обязанности еврейской общины утверждены властями.

## XIX век
В 1812 году Бессарабия перешла под российскую юрисдикцию, а в 1818 году при образовании Бессарабской области, вошедшей в Черту оседлости, Бельцы были назначены уездным городом Ясского уезда. В этом же году Бельцы посетил император Александр I. Считается, что во время своего пребывания в Бельцах император получил известие о рождении племянника (будущего императора Александра II) и в честь этого события повелел присвоить Бельцам статус города.
В 1856 году, Бельцы удостоила посещением императрица Мария Александровна и был принят второй Генеральный градостроительный план Бельц.
В 1887 году Ясский уезд был переименован в Белецкий (то есть, Бельцкий). В это время в Бельцах проживало около 10 тыс человек, в основном евреи — 70 %, в городе насчитывалось 72 синагоги.
Расположенный на перекрёстке больших дорог (он связывал Черновцы, Хотин, Сороки с Кишинёвом, Бендерами, Аккерманом, Измаилом), город постепенно становился значительным торговым центром Бессарабии. Главным предметом торговли был скот.
Значение Бельц ещё более возросло, когда в 1894 году была построена железная дорога Бельцы-Унгены-Кишинёв и Рыбница-Бельцы-Окница. К началу XX века Бельцы превратились в промышленный город с широко развитой торговлей, множеством заводов и фабрик.
Состав населения по переписи 1897 года:
Всего — 18 478 душ.
- евреи — 10 323
- великорусы — 3 627
- молдаване — 3 157
- малорусы — 581
- поляки — 533
- немцы — 103
- армяне — 50
- греки — 16
- болгары — 7
- цыгане — 6
- гагаузы — 3
- остальные — 72

## XX век
Экономическое развитие Бельц продолжалось и после присоединения Бессарабии к Румынии в 1918 году.
Евреи составляли большинство населения города. Согласно румынской переписи населения 1930 года, из 35000 жителей около 20000 составляли евреи, 10000 румыны (молдаване), и 5000 украинцы и русские.
Бельцы дважды посещал король Румынии Кароль II: в 1924 (ещё будучи наследным принцем) и в 1935 (вместе с сыном — будущим королём Михаем I).
Как и большинство молдавских городов, Бельцы сильно пострадали во время Второй мировой войны. Большая часть оставшегося в городе еврейского населения была уничтожена.
В советское время Бельцы становятся крупным промышленным центром со статусом города республиканского подчинения.

## Независимость Молдавии
В 1991 году была провозглашена независимость Молдавии. В условиях экономического кризиса, вызванного распадом СССР, большинство предприятий города оказалось на грани выживания. Безработица и резкое снижение уровня жизни привели к тому, что значительная часть жителей покинула город. С 1989 по 2004 годы население Бельц сократилось на 20 %. Большинство евреев репатриируется в Израиль и иммигрирует в другие страны.

## Реформы городского статуса
В 1994 году Бельцам был присвоен статус муниципия.
В 1998 году в результате административно-территориальной реформы был образован Бельцкий уезд с центром в городе Бельцы. Однако, после обратной реформы 2003 года (упразднения уездов и возвращения к делению на районы), Бельцы вновь обрели статус отдельной административной единицы, не входящей ни в один из районов.
Современные герб и флаг Бельц были утверждены на заседании Совета муниципия в апреле 2006 года. Проекты герба и флага разработал член Государственной комиссии по геральдике Сильвиу Табак.